# Walther Dahl
Walther Dahl (Lug, 27 de março de 1916 — Heidelberg, 25 de novembro de 1985) foi um piloto de caça alemão da Luftwaffe e recebeu a Cruz de Cavaleiro da Cruz de Ferro com Folhas de Carvalho durante a Segunda Guerra Mundial. Participou de 678 missões de combate e foi creditado com 129 vitórias aéreas (36 bombardeiros quadrimotores, 34 Ilyushin Il-2, 15 P-51 Mustang).
Walter Dahl iniciou a sua carreira militar no Infanterie-Regiment 119 em Stuttgart, sendo transferido para a Luftwaffe em 1938. Após terminar o seu treinamento de piloto, serviu como Rottenflieger na Jagdgeschwader 3. Em 1941 se tornou Gruppenadjutant do II. Gruppe de seu esquadrão. Pouco tempo depois se tornou o comandante do 4. Staffel. No final de 1942 se tornou Geschwaderadjutant do Major Günther Lützow.
Em julho de 1943 se tornou o comandante do III. Gruppe de seu esquadrão. Após conquistar 64 vitórias aéreas, Walther Dahl foi condecorado com a Cruz de Cavaleiro da Cruz de Ferro em março de 1944.
Obtendo cada vez mais vitórias, Dahl recebeu o comando do Jagdgeschwader 300 em junho de 1944. No mês de janeiro de 1945 o Oberst Walther Dahl foi promovido para Inspetor de Caça Diurna (em alemão: Inspekteur der Tagjäger). Pouco tempo depois atingiu a marca das 100 vitórias aéreas, no dia 1 de fevereiro de 1945, sendo condecorado com as Folhas de Carvalho da Cruz de Cavaleiro. Até o final da Segunda Guerra Mundial, Walther Dahl atingiu a marca de 128 vitórias aéreas, destas, 36 eram bombardeiros quadrimotores.

## Sumário da carreira

### Condecorações
- Cruz de Ferro (1939)
  - 2ª classe
  - 1ª classe
- Troféu de Honra da Luftwaffe (5 de janeiro de 1942)
- Cruz Germânica em Ouro (2 de dezembro de 1942)
- Cruz de Cavaleiro da Cruz de Ferro (11 de março de 1944)[2]
  - 724ª Folhas de Carvalho (1 de fevereiro de 1945)[2]